# نسبة ألفية
النسبة الألفية (رمز: ‰ - أو بالأرقام الشرقية: ؉) نسبة 1 في كل 1000، أيْ عُشر النسبة المئوية، واستخدام رمزها أقلّ انتشاراً من رمز النسبة المئوية لكنّها تظهر في عدّة مجالات إحصائية.

## استخدام
قد تستخدم النسبة الألفية مثلاً عند قياس:
- معدل الوفيات ومعدل الولادات، وفي الدراسات السكانية والجغرافيا البشرية عموماً.
- محتوى الكحول في الجسم في بعض البلدان.
- الملوحة، مثلاً في تحضير الاختبارات أو قياس ملوحة مياه البحر.
- درجة الانحدار لطريق أو نفق أو سكة حديدية.
- ضريبة الأملاك خصوصاً في الولايات المتّحدة.

## إدخال للحاسوب
- لغة رقم النص الفائق: ‰
- ترميز موحد: U+2030

وبالأرقام الشرقية
- لغة رقم النص الفائق: ؊
- ترميز موحد: U+060A